# Dreibäumen

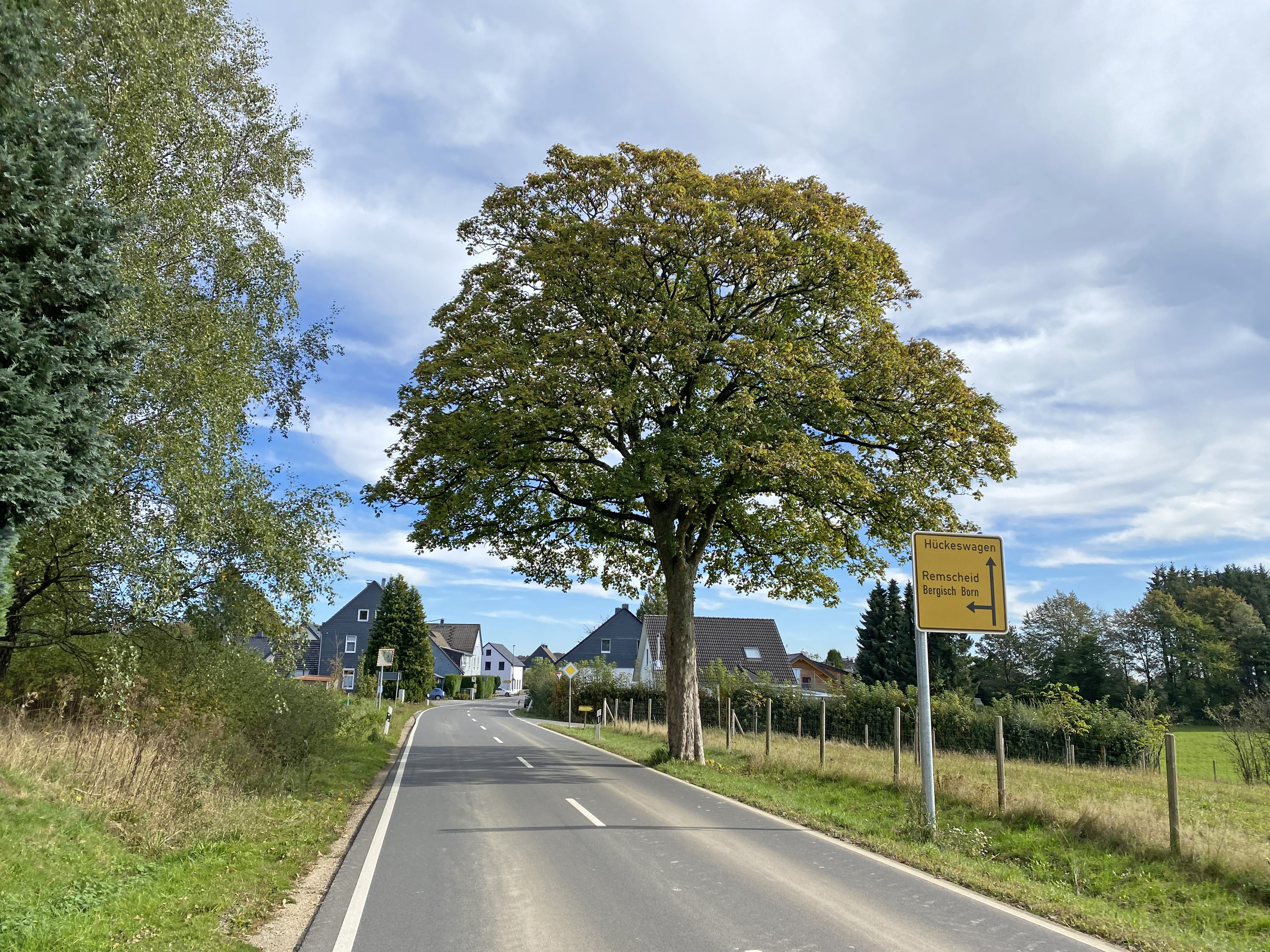
Dreibäumen (Wermelskirchen)

Dreibäumen ist ein Ort im Regierungsbezirk Köln in Nordrhein-Westfalen (Deutschland), der teilweise zu Hückeswagen im Oberbergischen Kreis und zum anderen Teil zu Wermelskirchen im Rheinisch-Bergischen Kreis gehört.

## Lage und Verkehrsanbindung
Dreibäumen liegt im westlichen Hückeswagen bzw. östlichen Wermelskirchen, da die Kreisgrenze in nord-südlicher Richtung mitten durch den Ort verläuft. Nachbarorte sind Strucksfeld, Stoote, Wermelskirchen-Oberdurholzen und Wermelskirchen-Oberhebbinghausen. Im Ort kreuzen sich die Landesstraßen L101 und L80.
Der Ort liegt auf der Wasserscheide zwischen der Wupper und der Dhünn. Der nördlich entspringende Bach Dörpe mündet in der Wuppertalsperre, während südlich die Quellbäche der Kleinen Dhünn entspringen. Unmittelbar an der nordöstlichen Ortsgrenze beginnt das 72 ha große Areal des gleichnamigen Golfplatzes, welcher zwischen 1998 und 2000 erbaut wurde.

## Geschichte
1829 wurde der Ort das erste Mal urkundlich erwähnt, die Schreibweise der Erstnennung lautete Dreibäumen. 1815/16 lebten laut einem amtlichen Ortsregister aus dem Erscheinungsjahr 1835 aber bereits elf Einwohner im Ort.
1832 gehörte Dreibäumen als Grenzort zum Teil der Oberhonschaft Wermelskirchen der Bürgermeisterei Wermelskirchen und zum Teil der Großen Honschaft an, die ein Teil der Hückeswagener Außenbürgerschaft innerhalb der Bürgermeisterei Hückeswagen war. Der laut der Statistik und Topographie des Regierungsbezirks Düsseldorf als Weiler und Tagelöhnerwohnung kategorisierte Ort besaß zu dieser Zeit drei Wohnhäuser (alle drei zu Wermelskirchen) und vier landwirtschaftliche Gebäude (alle vier zu Wermelskirchen). Zu dieser Zeit lebten 24 Einwohner im Ort, vier katholischen und 20 evangelischen Bekenntnisses.
Die Gemeinde- und Gutbezirksstatistik der Rheinprovinz führt Dreibäume 1871 mit zehn Wohnhäusern (drei zur Oberhonschaft bzw. sieben zur Großen Honschaft) und 87 Einwohnern (31 zur Oberhonschaft bzw. 56 zur Großen Honschaft) auf. Im Gemeindelexikon für die Provinz Rheinland werden für 1885 zwölf Wohnhäuser  (vier bzw. acht) mit 77 Einwohnern  (26 bzw. 51) angegeben. Der Ort gehörte zu dieser Zeit zum Teil zur Stadt Wermelskirchen und zum Teil zur Landgemeinde Neuhückeswagen, beide innerhalb des Kreises Lennep. 1895 besitzt der Ort 13 Wohnhäuser (fünf bzw. acht)  mit 83 Einwohnern (33 bzw. 50), 1905 13 Wohnhäuser (vier bzw. neun) und 84 Einwohner (30 bzw. 54).

## Wander- und Radwege
Folgende Wanderwege führen durch den Ort:
- Die SGV-Hauptwanderstrecke X19 (Schlösserweg) von Düsseldorf nach Dillenburg

Dreibäumen (Hückeswagen):

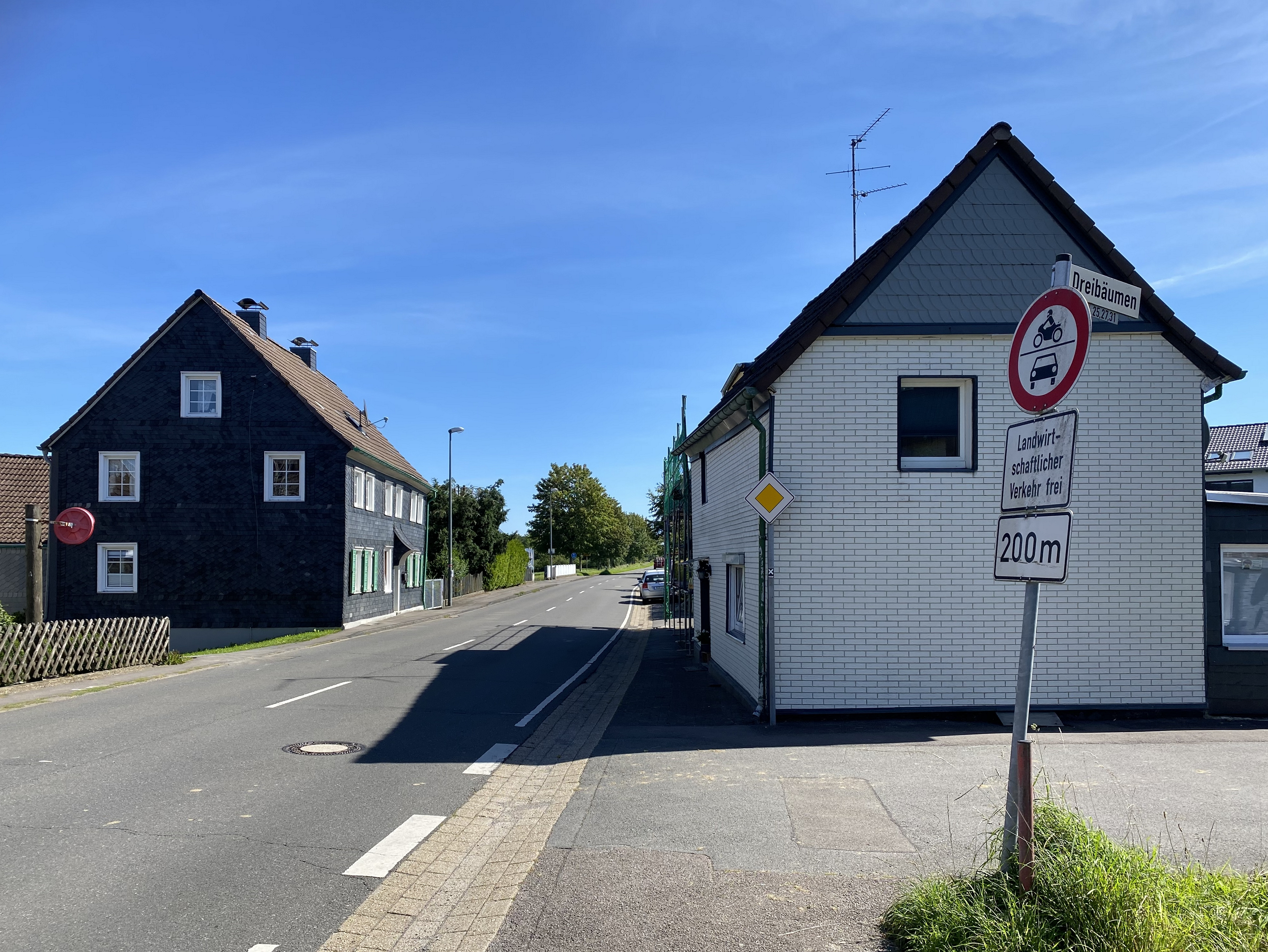
Dreibäumen (Hückeswagen)
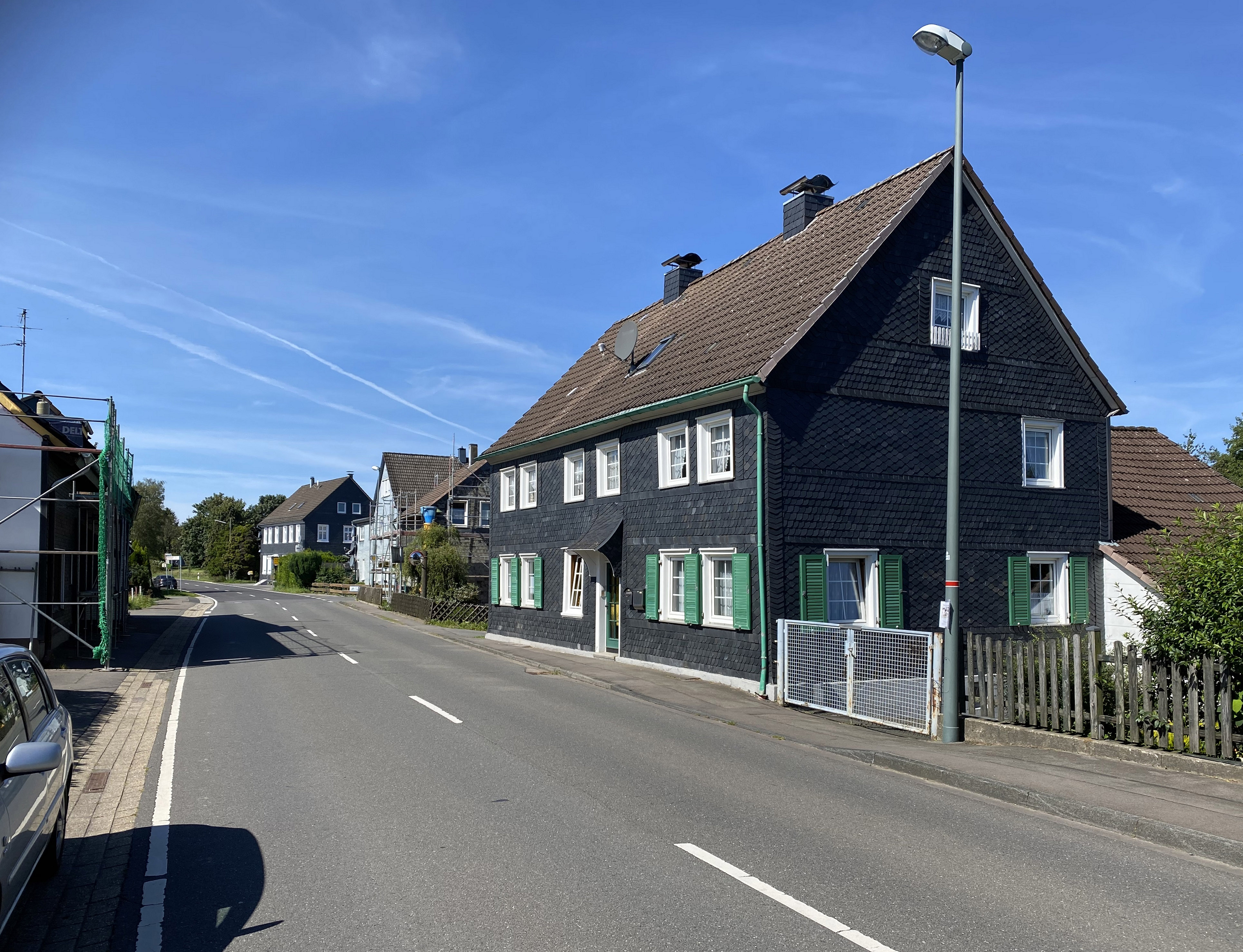
Dreibäumen (Hückeswagen)
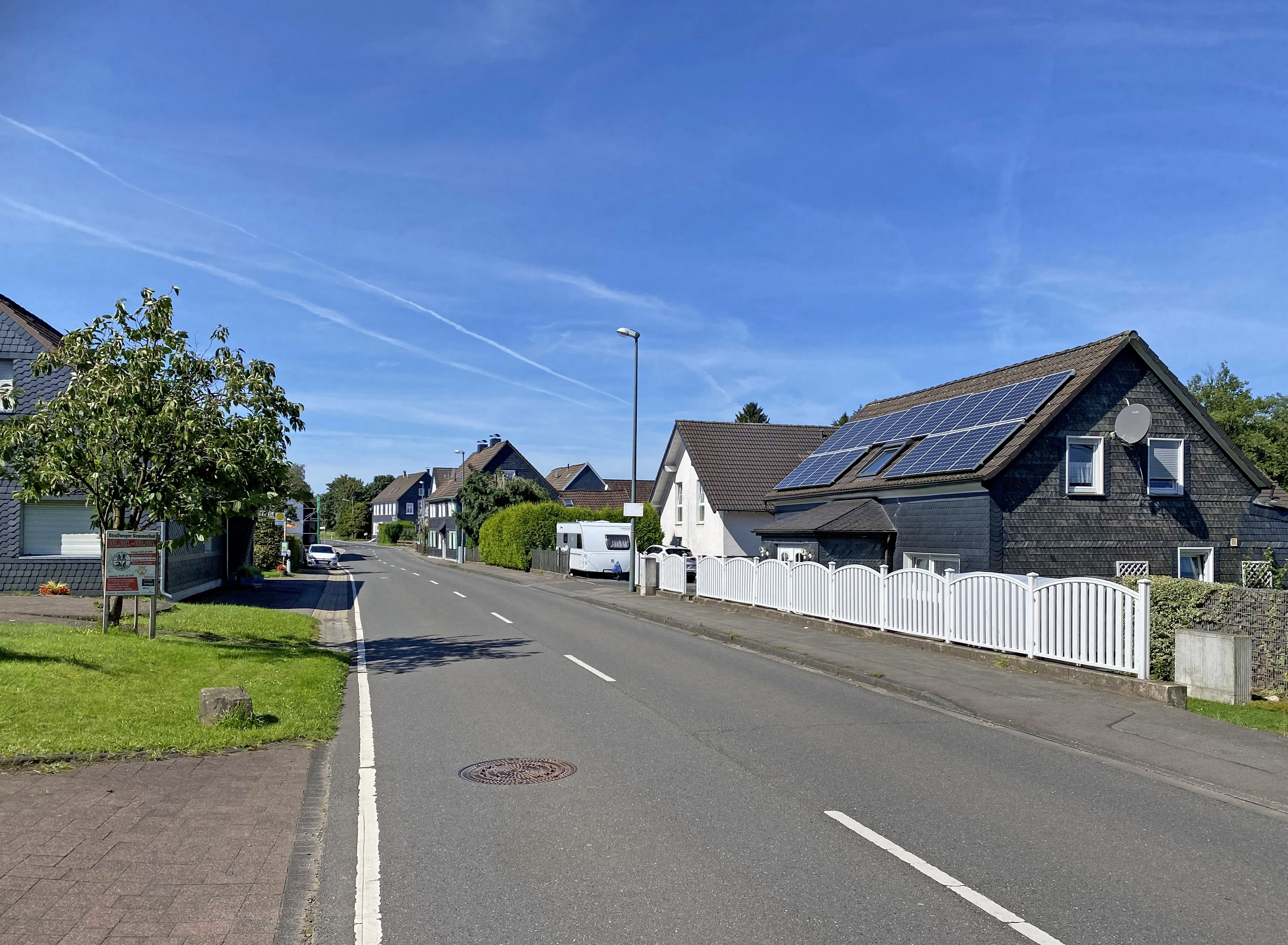
Dreibäumen (Hückeswagen)
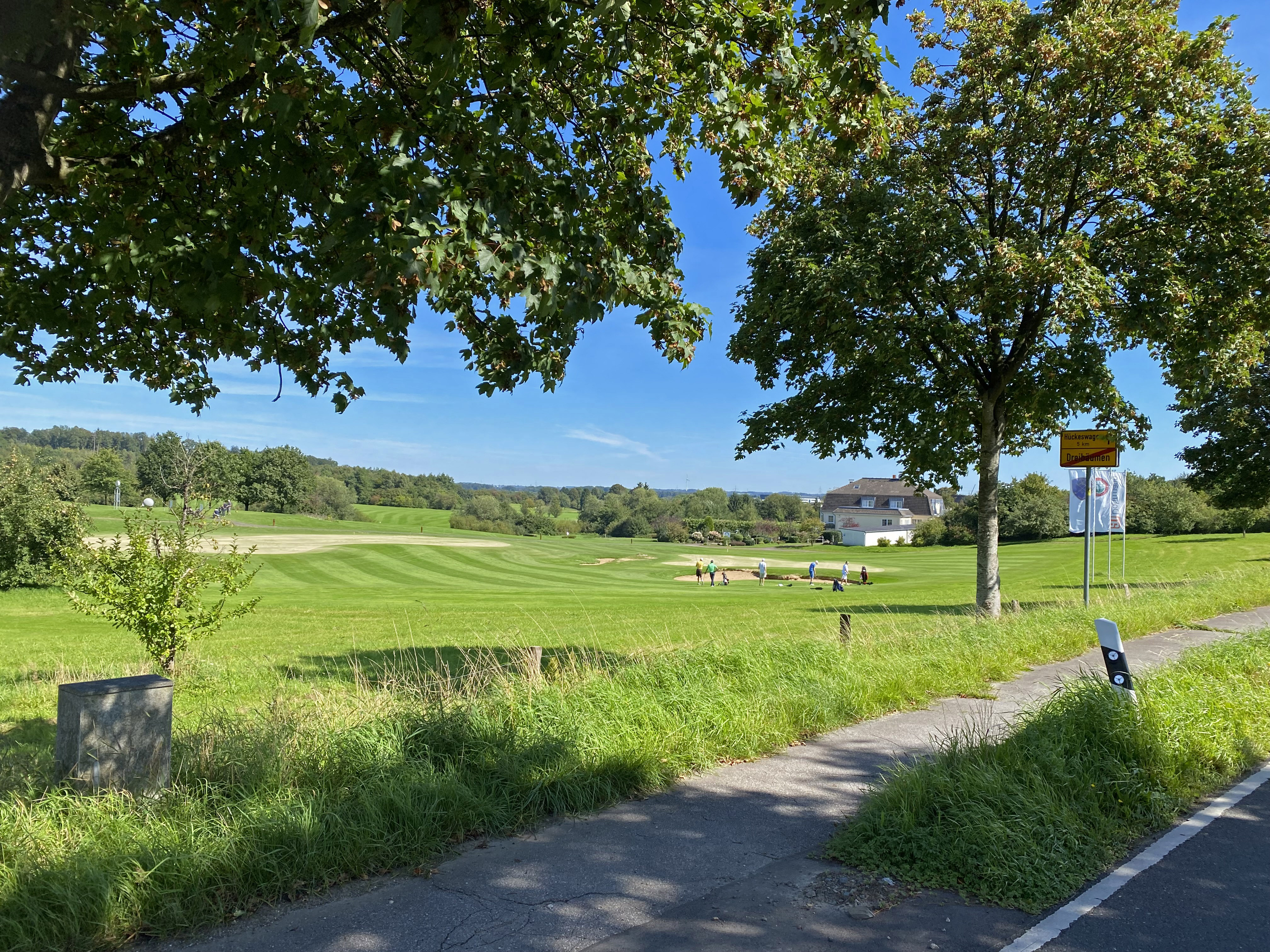
Golfclubanlage Dreibäumen e. V.

Dreibäumen (Wermelskirchen):

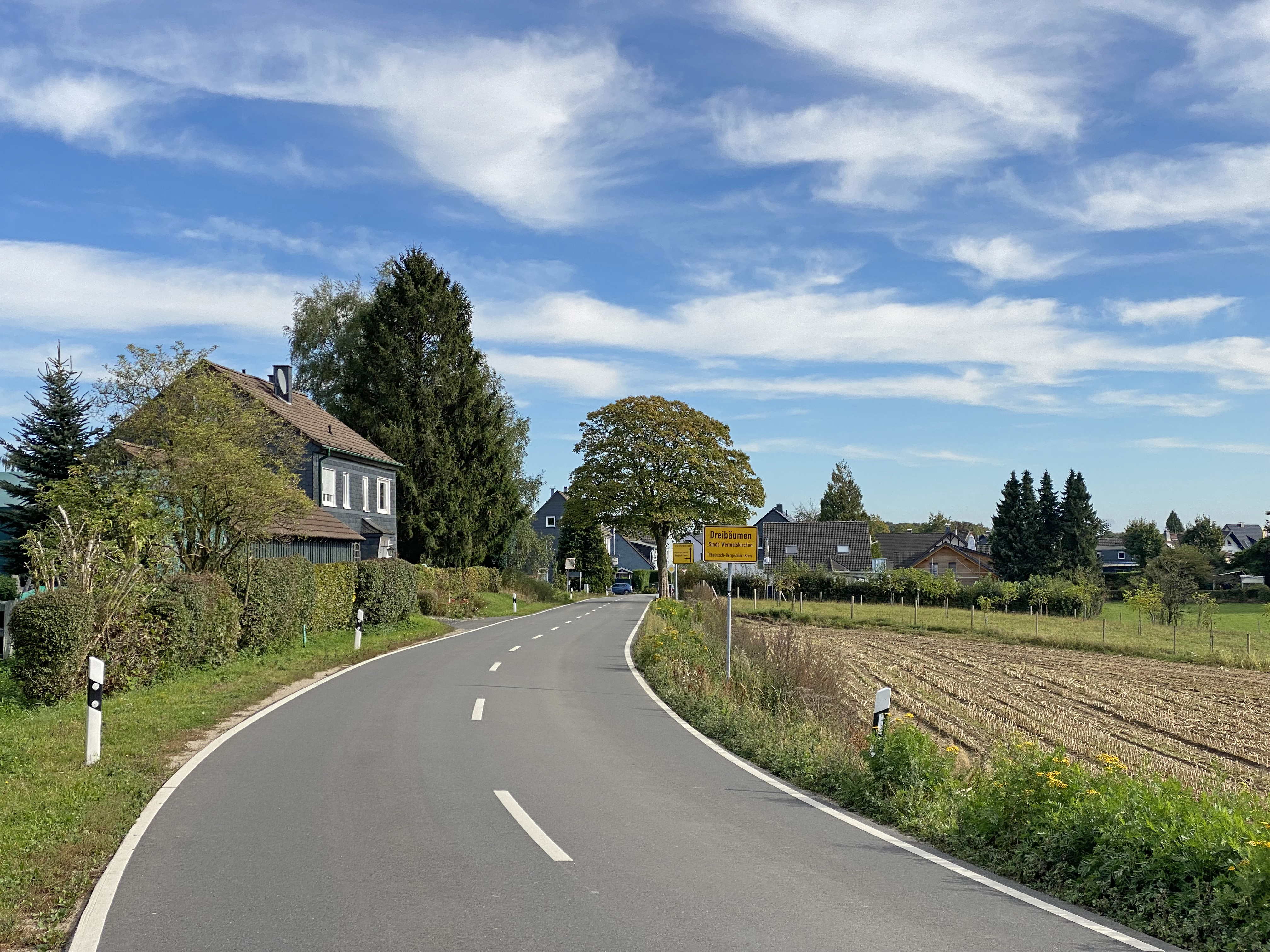
Westl. Ortseinfahrt L 101
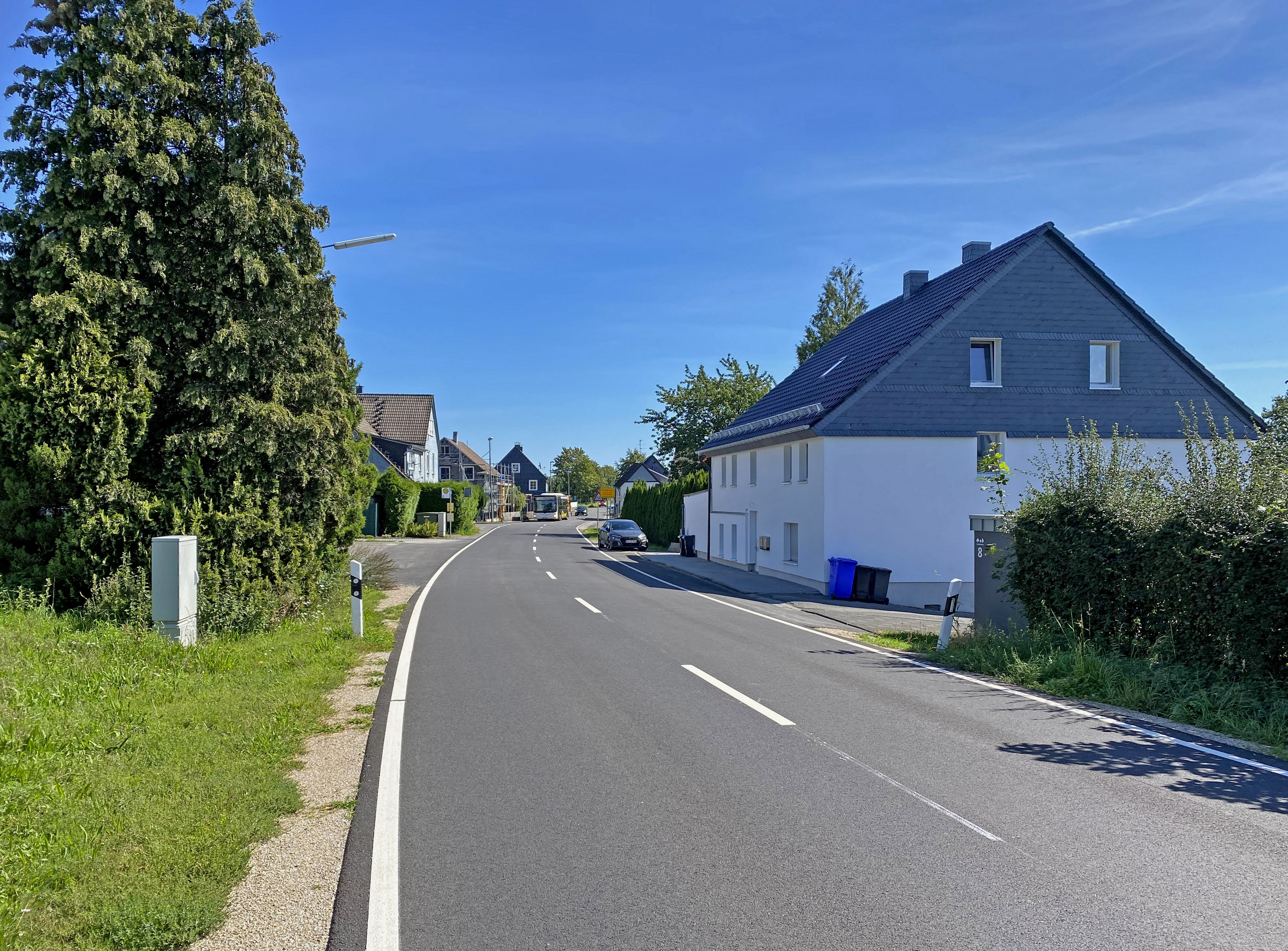
Dreibäumen (Wermelskirchen) – ehem. Bäckerei
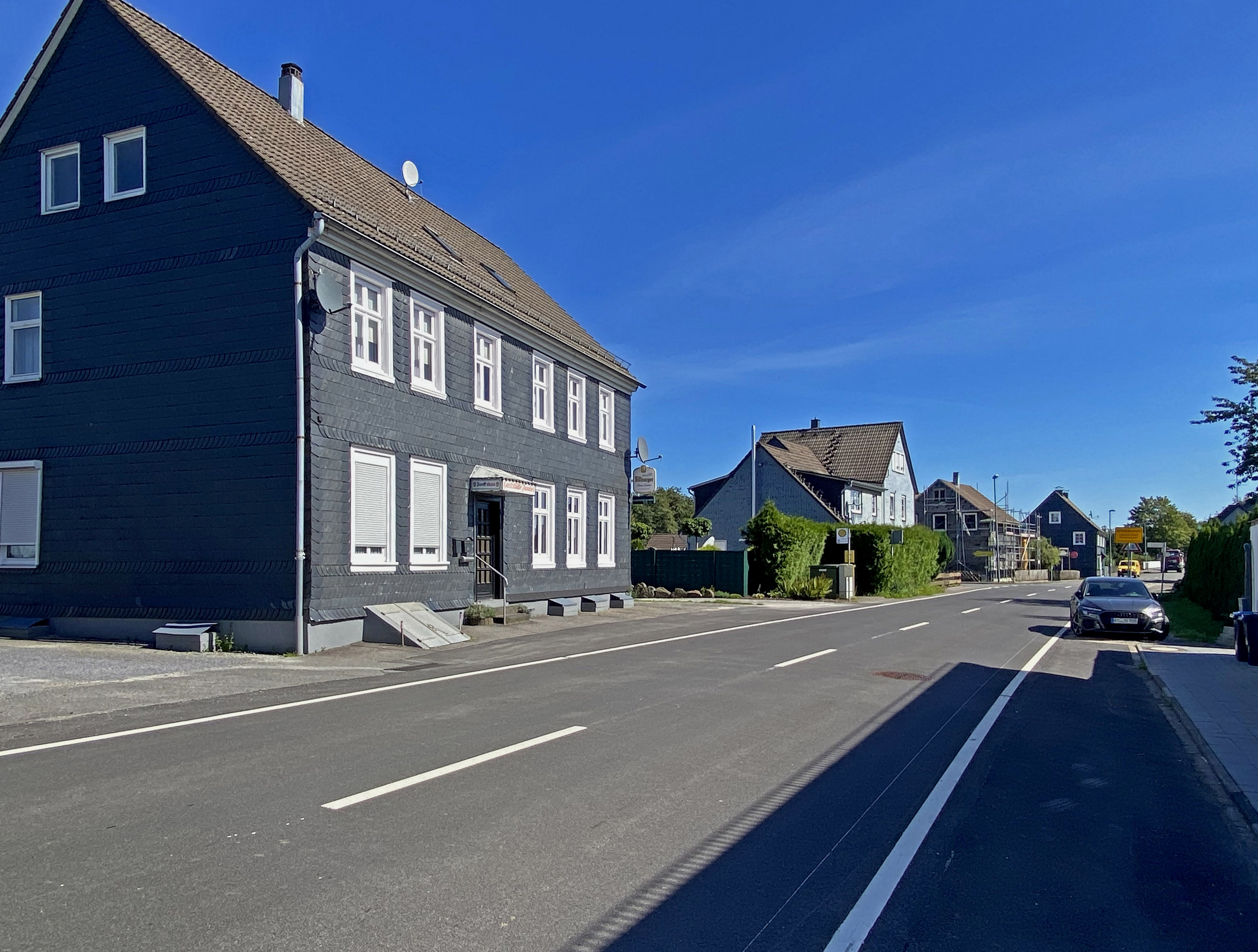
Dreibäumen (Wermelskirchen) – Gaststätte Junkers
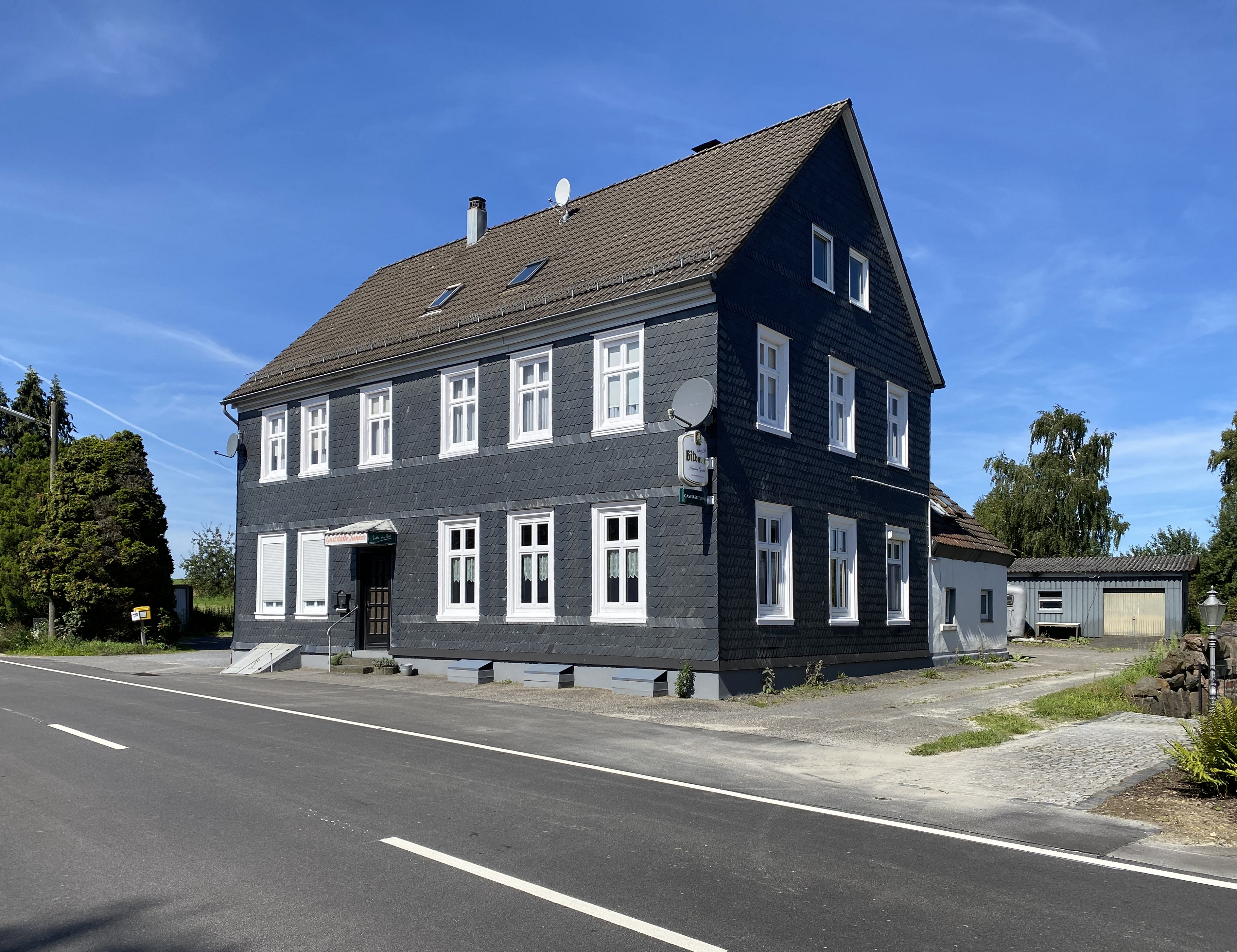
Dreibäumen (Wermelskirchen) – Gaststätte Junkers
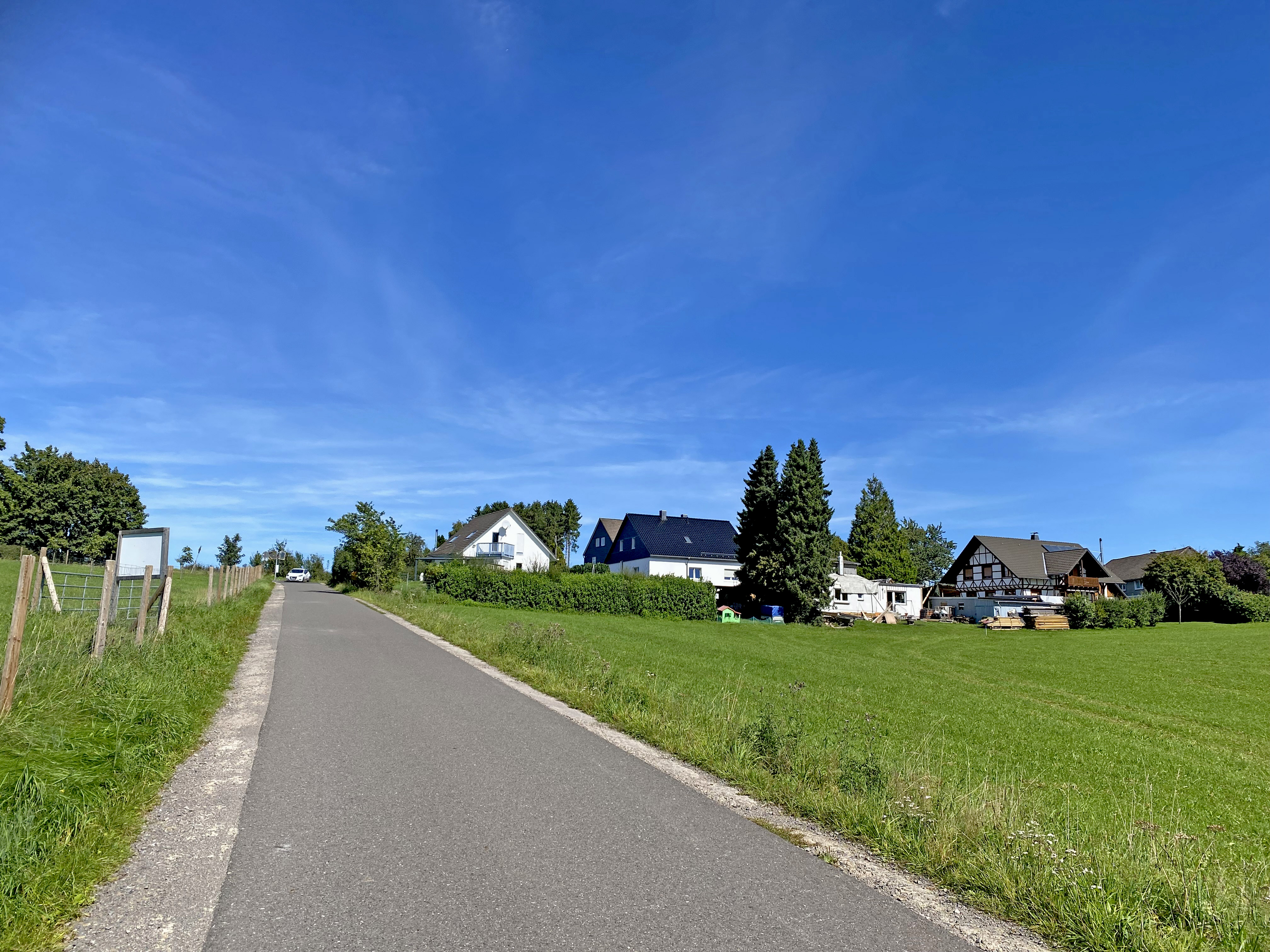
Dreibäumen (Wermelskirchen) von Süden – Straße nach Oberhebbinghausen